# 1999年の文学
1999年の文学（1999ねんのぶんがく）は、1999年（平成11年）の文学についてまとめた記事である。

## できごと
- 1月14日 - 第120回芥川龍之介賞・直木三十五賞（1998年下半期）の選考委員会開催。
- 1月20日 - 大野晋の『日本語練習帳』（岩波書店）が発売される[1]。同書はトーハン発表の「1999年年間ベストセラー」総合2位を記録した[2]。
- 7月3日 - 山梨県南都留郡山中湖村に「三島由紀夫文学館」が開館（館長は佐伯彰一）[3]。

## 賞

### 芥川賞・直木賞
第120回（1998年下半期）
- 芥川賞 - 平野啓一郎『日蝕』
- 直木賞 - 宮部みゆき『理由』

第121回（1999年上半期）
- 芥川賞 - 該当作なし
- 直木賞 - 佐藤賢一『王妃の離婚』、桐野夏生『柔らかな頬』

### その他の賞
- 谷崎潤一郎賞（第35回） - 髙樹のぶ子『透光の樹』
- 泉鏡花文学賞（第27回） - 吉田知子『箱の夫』、種村季弘『種村季弘のネオ・ラビリントス 幻想のエロス』ほか

## 1999年の本

### 小説
- 新井素子 『チグリスとユーフラテス』（集英社）
- 稲葉真弓 『水の中のザクロ』（講談社）
- 井上ひさし 『東京セブンローズ』（文藝春秋）
- 角田光代 『東京ゲスト・ハウス』（河出書房新社）
- 川上弘美 『溺レる』（文藝春秋）
- 桐野夏生 『柔らかな頬』（講談社）
- 殊能将之 『ハサミ男』（講談社）
- 筒井康隆 『わたしのグランパ』（文藝春秋）
- 天童荒太 『永遠の仔』（幻冬舎）
- 藤野千夜 『恋の休日』（講談社）
- 村上春樹 『スプートニクの恋人』（講談社）

### 評論
- 三島由紀夫（編者：高丘卓）『日本人養成講座』（メタローグ）
- 三島由紀夫（編者：山内由紀人／監修：平岡威一郎・藤井浩明）『三島由紀夫 映画論集成』（ワイズ出版）

### その他
- 小川洋子 『深き心の底より』（海竜社）
- 丸谷才一 『思考のレッスン』（文藝春秋）
- 三島由紀夫 『三島由紀夫 十代書簡集』（新潮社）
- 村上春樹 『もし僕らのことばがウィスキーであったなら』（平凡社）
- 森博達 『日本書紀の謎を解く―述作者は誰か』（中公新書）
- 森嶋通夫 『なぜ日本は没落するか』（岩波書店）
- 八百板洋子 『ソフィアの白いばら』（福音館書店）
- 吉本隆明、田近伸和 『私の「戦争論」』（ぶんか社）

## 死去
- 1月23日 - 井上究一郎、日本のフランス文学者・翻訳家。89歳没。
- 2月8日 - アイリス・マードック、アイルランド出身の哲学者・作家・詩人。1978年にブッカー賞を受賞した。79歳没。
- 2月9日 - 久野収、大阪府出身の哲学者・評論家。88歳没。
- 3月16日 - 瀬戸川猛資、日本の評論家・編集者。50歳没。
- 3月17日 - 稲葉明雄、日本の翻訳家。65歳没。
- 5月10日 - シェル・シルヴァスタイン、米国の作家・イラストレーター。絵本『おおきな木』の作者として知られる。66歳没。
- 7月2日 - マリオ・プーゾ、米国の小説家。78歳没。
- 7月3日 - 土家由岐雄、日本の児童文学作家。95歳没。
- 7月21日 - 江藤淳、日本の評論家。66歳没。
- 7月29日 - 辻邦生、日本の小説家・フランス文学者。73歳没。
- 9月25日 - マリオン・ジマー・ブラッドリー、米国の作家。69歳没。
- 10月10日 - 中村佐喜子、北海道出身の翻訳家。89歳没。
- 10月19日 - ナタリー・サロート、フランスの小説家・劇作家。99歳没。